# Ana Sofrenović
Ana Sofrenović, cyr. Ана Софреновић (ur. 18 września 1972 w Belgradzie) – serbska aktorka.

## Życiorys
Pochodzi z mieszanej rodziny serbsko-brytyjskiej. W 1994 zadebiutowała w filmie rolą Katariny w obrazie Ругалице и убице. W 1999 wyjechała z kraju i zamieszkała w Londynie, razem z mężem, aktorem Draganem Mićanoviciem i córką. Wystąpiła w dziesięciu filmach serbskich, a także w serialach brytyjskich (Szpital Holby City, Ultimate Force).

## Role filmowe
- 1994: Rugalice i ubice jako Katarina
- 1995: Paket aranžman jako Lina
- 1995: Zabójstwo z premedytacją jako Jelena
- 1997: Bałkańska zasada jako Jelena Basta
- 1998: Bure baruta jako dziewczyna
- 1998: Legionista jako Katrina
- 2000: Nebeska udica jako Tijana
- 2003: Mali svet jako dr Ana Kostić
- 2003: Kocham cię najbardziej na świecie jako Swietłana
- 2004: Пад у рај
- 2007: Agi i Ema jako matka
- 2014: Dzieci z ulicy Marksa i Engelsa jako Radmila